# Ludovic Wasselin
Ludovic Wasselin, né le 15 février 1975 à Boulogne-sur-Mer, est un pilote français de char à voile, de catégorie classe 2.

## Palmarès

### Championnats du monde
- Médaille d'or en 2010, à La Panne,  Belgique,
- 6e place en 2006, Le Touquet,  France

### Championnats d'Europe
- Médaille de bronze en 2015, à La Panne,  Belgique,
- Médaille d'or en 2009, à Sankt Peter-Ording,  Allemagne,
- Médaille d'argent en 2007, à Hoylake,  Royaume-Uni